# アントニス・サマラス
アントニス・サマラス（ギリシャ語：Αντώνης Σαμαράς、英語：Antonis Samaras、1951年5月23日 - ）は、ギリシャの政治家、経済学者。首相、新民主主義党党首を務めた。メッシニア県選出議会議員。財務大臣、外務大臣、文化大臣を歴任した。1993年に新民主主義党が政権を失うきっかけとなった論争を起こしたことで知られている。2004年に同党へ復党し、2009年に大接戦の末に第7代党首に就任した。

## 生い立ち
1951年5月23日にアテネに誕生し、母方の祖父であるステファノス・デルタスとその義理の父親のエンマヌイル・ベナキスによって設立されたアテネ大学に通う。1974年にアマースト大学より経済学の学位を得て卒業し、1976年にハーバード大学より経営学修士 (MBA) を取る。メッシニア県選出のギリシャ議会議員（1977年 - 1996年、2007年 - 現職）であり、これまでに財務、外務、文化大臣を歴任した。父は循環器学の教授であるコンスタンチン・サマラス博士で、母のレナ（旧姓はザナス）は小説家ペーネロペー・デルタの母方の孫娘である。兄のアレクサンドロスは建築家、父方の叔父であるゲオルゲ・サマラスは1950年代から1960年代の長期に渡って活躍したメッシニア県選出の議員であった。

## 政治家として
1977年よりメッシニア県より議会議員に連続して選出されてきた。1989年に財務大臣に就任し、その後コンスタンディノス・ミツォタキス政権下で外務大臣に就任、マケドニアとの名称をめぐる論争では強硬路線を主張した。この問題で1992年に外務大臣を退いた後、自らの政党「政治の春（ギリシア語: Πολιτική Άνοιξη）」を結党した。これは、新民主主義党よりも右寄りの政党であった。新民主主義党から議会議員が一人、サマラスの党に移籍したことで、新民主主義党は1993年に政権を失うこととなった。
政治の春は1993年ギリシャ議会総選挙において4.9パーセントを得票し、ギリシャ議会にて10議席を獲得した。1994年欧州議会議員選挙ではギリシャで8.7パーセントを得票して2議席を獲得した。しかし1996年ギリシャ議会総選挙では議会に議席を持つのに必要な得票数3パーセントよりも少ない2.94パーセントしか得票できず、党勢に陰りが見え始める。1999年欧州議会議員選挙にも打って出たが2.3パーセントしか得票できず、ヨーロッパ議会に議席を持つには足りない水準であった。
政治の春は2000年ギリシャ議会総選挙には候補者を立てず、サマラスは公然と新民主主義党を支援した。2004年ギリシャ議会総選挙の前に党を解散し、新民主主義党へと復党した。2004年欧州議会議員選挙で欧州議会議員(MEP)に当選した。
2007年ギリシャ議会総選挙ではメッシニア県からギリシャ議会議員に当選し、これに伴い欧州議会議員を辞職した。2009年1月には内閣改造に伴い文化大臣に就任し、任期中の2009年7月に新アクロポリス博物館を作った。2009年にメッシニアにて議員に再選。

### 2012年5月の組閣交渉
新民主主義党がギリシャ議会で第一党となった2012年5月ギリシャ議会総選挙の直後、サマラスはパプーリアス大統領に連立交渉をまとめて組閣するよう指示されたが、議会における他の党との厳しい交渉を1日行った末にサマラスは組閣を断念し、第二党となった急進左派連合のアレクシス・ツィプラス党首に組閣交渉を引き継いだ。しかしその連立交渉も決裂し、1ヶ月後の再選挙となった。

### 首相就任
2012年6月ギリシャ議会総選挙で新民主主義党は再び議会第一党となり、パプーリアス大統領はサマラスに組閣を指示した。6月20日に全ギリシャ社会主義運動（PASOK）と反緊縮財政派ながら穏健派の民主的左翼との連立政権樹立で合意し、同日中に就任宣誓を行って首相に就任したが、PASOKと民主的左翼は閣外協力に留まり、事実上の少数与党政権となった。サマラスは就任直後の6月23日に網膜剥離の手術を受けるために入院し、また財務大臣に指名したヴァシリス・ラパノスは就任宣誓直前に目眩・嘔吐・腹痛などの症状が出たため正式就任が延期となり、6月25日に健康問題を理由にそのまま就任を辞退したため、首相と財務大臣の両方が6月28・29日に行われるヨーロッパ連合首脳会議への欠席を余儀無くされるなど、前途多難な幕開けとなった。

## 新民主主義党の党首選挙
新民主主義党が2009年ギリシャ議会総選挙にて惨敗した後、コスタス・カラマンリス党首が辞意を表明。党首選挙を実施するよう促し、サマラスが立候補した。初期の世論調査では本命候補であったドラ・バコヤンニ前外務大臣・前アテネ市長と接戦を繰り広げた。その後間も無くもう1人の党首選挙候補者で前政権で閣僚を務めていたディミトリス・アヴラモポロウスが党首選挙から撤退し、その代わりにサマラスを支持すると表明した。党大会では前例を踏襲せず、新しい党首を全国的規模の党員投票で決めることを決定した。サマラスの支持率は急上昇し、大本命として党首選挙を終えた。
2009年11月30日早朝、サマラスは新民主主義党の新党首に選出された。初期の段階でサマラスの勝利はほぼ決定的なものとなり、対立候補であったバコヤンニは敗北を認め、サマラスに祝福の電話をかけた。党本部での演説で党首選出を受諾し、イデオロギー・組織の幅広い改革を行い、再び多数の支持を得ることを目指すことを公約した。2010年5月にバコヤンニは党の公式見解に反旗を翻し、ヨーロッパ連合と国際通貨基金による融資の前提となる緊縮財政政策に賛成したことでサマラスに党を除名されることになる。
サマラスが党首に就任した時点でのPASOKの党首はゲオルギオス・アンドレアス・パパンドレウ首相であった。サマラスとパパンドレウはアマースト大学の学生時代に寮のルームメイトであったが、政界では敵同士となった。サマラスは2012年6月に首相に就任し、2人とも首相を経験することとなった。